# Феделе де Джорджіс
Феделе де Джорджіс (італ. Fedele De Giorgis; 17 січня 1887, Ківассо — 4 лютого 1964, Рим) — італійський офіцер, корпусний генерал. Кавалер Лицарського хреста Залізного хреста.

## Біографія
Учасник Італійсько-турецької війни і Першої світової війни. В 1938-40 роках командував 3-ю альпійською дивізією «Юлія», разом із якою брав участь в окупації Албанії. В 1941 році призначений командиром 55-ї дивізії «Савона», на чолі якої воював у Північній Африці. В 1942 році його дивізія була розгромлена, а сам Джорджіс потрапив у полон. Після закінчення війни звільнений. З 16 травня 1947 по 24 травня 1950 року займав посаду командувача корпусом карабінерів.

## Нагороди
- Пам'ятна медаль італійсько-турецької війни 1911—1912
- Медаль «За військову доблесть» (Італія)
  - Бронзова (11 чи 12 лютого або 3 березня 1912)
  - Бронзова (між 8 червня і 11 липня 1941)
  - Срібна (між 18 листопада 1 22 грудня 1941)
- Пам'ятна медаль італо-австрійської війни 1915—1918 з чотирма зірками
- Пам'ятна медаль об'єднання Італії
- Медаль Перемоги
- 2 хрести «За військові заслуги» (Італія)
- Командор Савойського військового ордена
- Кавалер ордена Святих Маврикія та Лазаря
- Кавалер ордена Корони Італії
- Залізний хрест 2-го і 1-го класу
- Лицарський хрест Залізного хреста (9 січня 1942) — перший кавалер-італієць.